# Marschbataillon
Marschbataillone (auch Marschkompanien/ -escadronen/ -batterien, seltener „Marschregimenter“) hießen Einheiten, die zur Verstärkung und Auffrischung von im Feld befindlichen Truppenteilen gebildet wurden. Sie wurden dabei, wie der Name verrät, nur für die Zeit des Marsches, also der Verlegung von den Aufstellungsräumen zur Truppe gebildet.

## Frühe Formen
Mit der breiten Etablierung der stehenden Heere in Europa änderten sich auch die militärischen Organisationsformen. Waren Truppen zuvor ad hoc aus Söldnern gebildet worden, die nach einem Feldzug wieder entlassen wurden, so existierten nunmehr etablierte Friedensorganisationen eines jeden Regimentes. Rückten die Regimenter aus und erlitten dann im Einsatz Verluste, dann mussten ihnen personelle Reserven aus neu ausgebildeten Rekruten nachgeführt werden. Der Mannschaftsersatz musste nach der Ausbildung zu den eigentlichen Bestimmungstruppenteilen im Einsatzgebiet verlegt werden. Um den Schutz und die Fähigkeit zur Selbstverteidigung zu erhöhen, aber auch um die Soldaten kontrollieren und beaufsichtigen zu können, wurden sie für die Dauer des Marsches in provisorischen Einheiten zusammengefasst. Je nach Größe der Einheit konnte von einer Marschkompanie bis zu einem Marschregiment die Rede sein, wobei das Marschbataillon jedoch die häufigste Erscheinung war.
Der Begriff selbst setzte sich während der Napoleonischen Kriege (1805–1815) in fast ganz Europa durch. Meist bestanden sie aus etwa 500–1000 Soldaten. Obwohl sie eigentlich nur provisorische Einheiten darstellten, wurden manche Marschbataillone auch direkt in ein Gefecht verwickelt, wo sie aufgrund ihrer mangelnden organisatorischen Festigkeit große Verluste erlitten. So schrieb der General von Müffling über den Einsatz russischer Marschbataillone in der Schlacht bei Bautzen (20./21. Mai 1813):

„Anstatt nun ein solches Marsch-Bataillon, welches Soldaten aus allen Regimentern der russischen Armee enthielt, sofort aufzulösen, und die Leute in ihre Regimenter einzustellen, brachte man solche Bataillone bei Bautzen in’s Gefecht, wo sie ohne Organisation, ohne Offiziere und Unteroffiziere unzuverlässig fochten, unregelmäßig verpflegt wurden und, wenn sie von ihrem Marschbataillon abkamen, sich nicht wieder zurecht finden konnten.“

Ab dem 19. Jahrhundert findet sich der Begriff in den meisten Lexika erklärt. So in der »Allgemeinen Real-Encyclopädie der gesammten Kriegskunst« von 1827 oder in »Pierer's Universal-Lexikon« von 1860. Die Formierung von Marschbataillonen erfolgte in praktisch allen europäischen Kriegen des 19. Jahrhunderts, so auch im Deutschen Krieg 1866 und im Deutsch-Französischen Krieg 1870/71.

## Österreich-Ungarische Armee
In den österreich-ungarischen Streitkräften des Ersten Weltkrieges dienten Marschformationen als ein Mittel der Ersatzstellung. Nachdem es durch die zwangsläufigen Personalverluste notwendig geworden war, musste der Ersatz über die Marschbataillone, -kompanien, -eskadrone oder -batterien geregelt werden. Nach dem Ende der Mobilisierungsphase stellten die Ersatzbataillonskader diese Marscheinheiten auf und überwiesen sie, wenn sie vollständig waren, an die jeweiligen Stammregimenter im Einsatzgebiet. Die Auflösung der Marschbataillone und die Zuteilung der Mannschaften an die betreffenden Truppenteile erfolgte über das Regiment, sofern die Brigade oder Division (in Österreich lautete die Bezeichnung Infanterie- oder Kavallerie-„Truppendivision“) nicht anderweitig entschieden. In der Praxis bedeutete dies nichts anderes, als dass der Ersatz bei dringendem, anderweitigem Bedarf mitunter abgefangen und woanders hingeschickt wurde, bevor er sein eigentliches Ziel – das Stammregiment – erreicht hatte. Nicht wenige Marschbataillone kämpften als selbstständige Einheiten. Die Bezeichnung erfolgte in durchlaufenden römischen Ziffern und daran anschließender Bezeichnung des Stammtruppenteils. Zum Beispiel: XI. Marschbataillon 2. TJR (Tiroler Jäger Regiments).
Die ersten Marschformationen der österreichisch-ungarischen Streitkräfte gingen gleich zu Kriegsbeginn ab. Da bei der k.k. Landwehr im Gegensatz zur Honvéd und zur Gemeinsamen Armee ursprünglich keine Marschformationen vorgesehen waren, mussten sie bei der Landwehr erst eingerichtet werden. Ab September 1914 konnten bis Dezember 1915 in etwa monatlich Marschbataillone gebildet werden, so waren im Dezember 1915 bei der Gemeinsamen Armee die XVII. und bei der k.k. Landwehr die XVI. Marschbataillone abgegangen. Ab 1916 musste die Ersatzstellung aufgrund Personalmangels schrittweise reduziert werden. So konnten im ersten Halbjahr 1916 nur noch etwa alle 40 Tage Marschformationen abgeschickt werden, ab der zweiten Jahreshälfte dann nur noch in unregelmäßigen Abständen.

## Wehrmacht
Die deutsche Wehrmacht setzte Marschbataillone während des Zweiten Weltkriegs zur Auffrischung oder Neuformierung ihrer Truppen ein. Die Marschbataillone wurden dabei aus Einheiten des Ersatzheeres gebildet. Sie hatten eine durchschnittliche Mannstärke von 800 bis 1.000 Mann, verteilt auf drei bis fünf Kompanien sowie eine kleine Kommandokompanie und eine Feldküche. Die Ausrüstung, welche die temporäre Natur der Einheiten widerspiegelte, bestand in der Regel aus Handfeuerwaffen und einigen Maschinengewehren. Um die Marschbataillone halbwegs einheitlich zu halten, erließ das Heer am 1. Mai 1944 einen verbindlichen Kriegsstärkenachweis, der neben der Organisation des Bataillonsstabes auch die prozentuale Zusammensetzung der Ersatzmannschaften nach Waffengattung regelte.
Eine Ausnahme der Marschbataillone bei der Wehrmacht stellte der Tunesienfeldzug von 1942 und 1943 dar. Um nach der alliierten Operation Torch das französische Tunesien vor den vorrückenden Alliierten besetzen und als Rückzugsort für die geschlagene Panzerarmee Afrika und andere in Nordafrika kämpfende Verbände des Deutschen Reichs und Italien gewinnen zu können, benötigte das Oberkommando der Wehrmacht frei verfügbare Truppen. Der mit der Besetzung beauftragte Oberbefehlshaber Süd, Albert Kesselring, griff auf in Südfrankreich, Italien und dem Balkan stehende Afrika-Marschbataillone zurück und schickte sie, teilweise umbenannt zu Tunis-Feldbataillonen, trotz mangelhafter Ausrüstung und Ausbildung nach Tunesien, wo sie mit anderen Einheiten kämpfend den deutschen Rückzug sicherten. Im Verlauf des Feldzugs wurden sie, ihrer ursprünglichen Aufgabe gerecht werdend, in reguläre Einheiten eingegliedert oder aufgelöst und auf mehrere Formationen verteilt.

## Frankreich
In der französischen Armee wurden bei der Mobilmachung 1914 von den meisten Infanterieregimentern jeweils ein eigenes Reserveregiment mit angepasster Regimentsnummer aufgestellt. (Das 51erégiment d’ infanterie stellte das 251e régiment d' infanterie auf) Nachdem das nicht mehr ausreichte, ging man auch hier auf die Marschformationen über. Sie wurden „Bataillon marché“ genannt. Dieses System hat man bis zum Ende des Ersten Weltkrieges verwendet.